# Televisão no Afeganistão
A televisão no Afeganistão é o tema de toda a televisão no país do Afeganistão. Este artigo detalha a história, o status atual e os meios da televisão afegã.

## História
A televisão foi testada pela primeira vez em 1974 e apresentada ao público em setembro de 1977, quando a estatal Radio Television Afghanistan estabeleceu o canal RTA TV. Após a conclusão do estudo de viabilidade sob a concessão de ajuda do Japão, as obras de construção dos edifícios do estúdio e transmissores foram concluídas em agosto de 1978. Durante os anos 80, muitos programas soviéticos foram ao ar, como o espetáculo infantil Nu, pogodi!.
Durante a Guerra Civil Afegã de 1992-1996, a estação de televisão em Cabul foi severamente danificada, incluindo a grande antena parabólica no topo, que tinha uma metade arrancada. A televisão foi proibida pelos talibãs, que controlaram quase todo o Afeganistão de 1996 a 2001, considerando-a não-islâmica e uma "fonte de corrupção moral". Eles costumavam quebrar ou pendurar televisores publicamente. Tornou-se um crime vender televisores, antenas parabólicas, videocassetes, aparelhos VCD ou qualquer outro dispositivo de entretenimento. Qualquer pessoa que possua ou use esses processos enfrentou acusação e penalidade. Algumas pessoas correram o risco de assistir secretamente a filmes e vídeos em suas casas, uma vez que permaneceu como a única forma de entretenimento. A estação de rádio pública, no entanto, permaneceu no ar para transmitir conteúdo corânico.

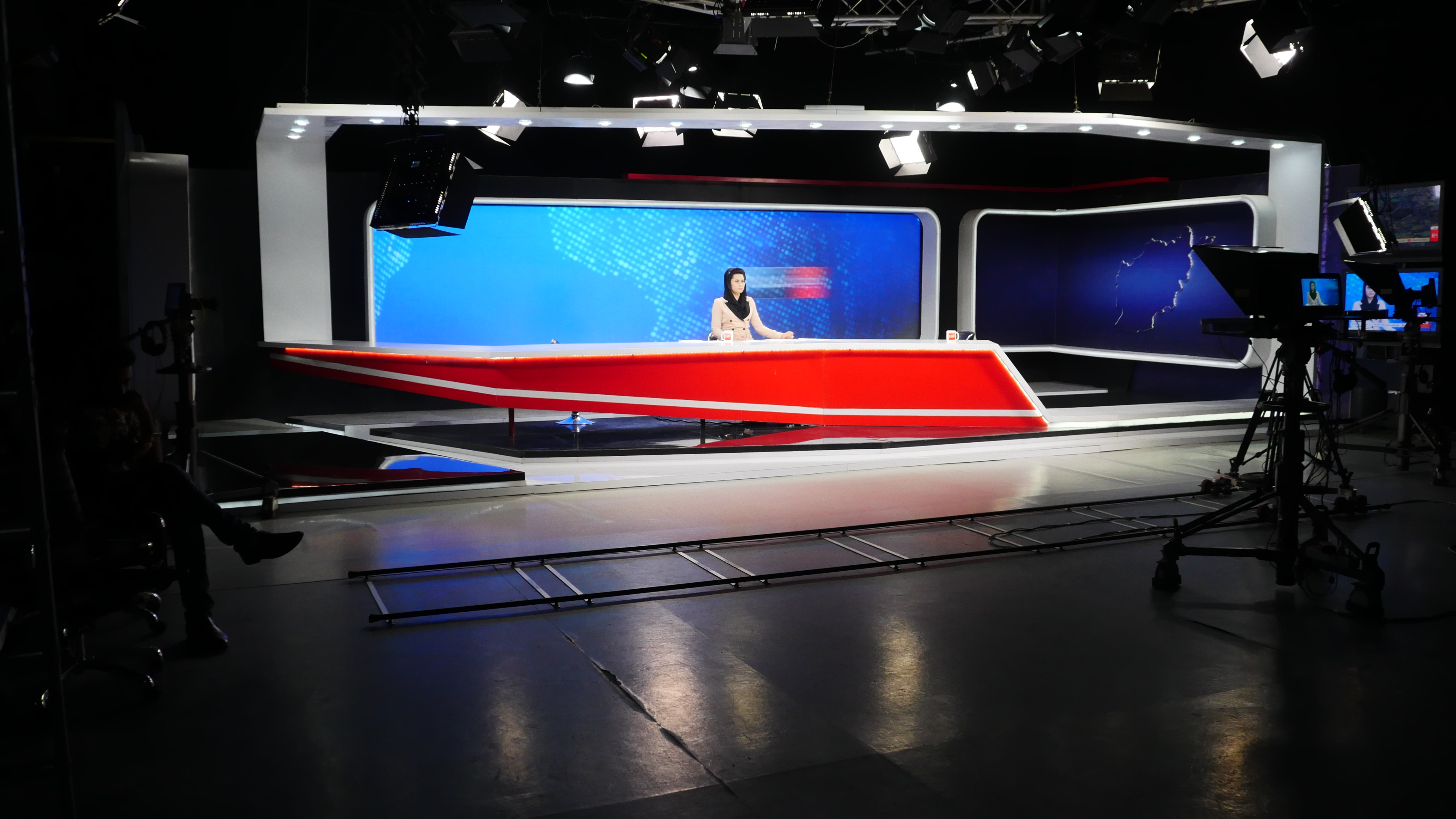
Estúdio de TOLOnews em Kabul, Afeganistão

Na época, a região nordeste controlada pela rival Aliança do Norte tinha acesso à televisão. Na província de Badakhshan, uma estação de televisão financiada pela Aliança do Norte transmitiu notícias e filmes para aproximadamente 5 mil pessoas na cidade de Fayzabad. Outra estação foi transmitida de Charikar, também no território da Aliança do Norte, a cerca de 50 km ao norte de Cabul.
Após a queda do regime talibã, a televisão foi retomada em Cabul em 18 de novembro de 2001. O primeiro programa foi uma transmissão de música e notícias, co-apresentada por duas mulheres. As primeiras linhas foram: "Saudações, telespectadores, esperamos que você esteja bem! Estamos contentes de ter destruído o terrorismo e os talibãs e poder apresentar este programa a vocês". As estações e os transmissores estavam em péssimo estado. A nova administração de Hamid Karzai, com a ajuda de doadores internacionais, começou a reconstruir a infraestrutura. Em poucos anos, várias emissoras privadas de televisão afegãs começaram a transmitir.
A partir de 2016, o Afeganistão tem cerca de 150 estações de rádio, mais de 50 estações de televisão privadas e 22 canais provinciais estatais, incluindo a RTA TV.

### Propriedade de televisão e audiência
De acordo com uma pesquisa de 2016, a propriedade da televisão está concentrada nas áreas urbanas, onde a eletricidade é mais confiável e corresponde ao aumento da renda familiar. A região central (Cabul) exibe a maior propriedade de TV, com 53,3% dos domicílios tendo um aparelho de TV, seguido de perto pelas regiões Leste e Sudoeste. Quase dois terços dos afegãos (64,5%) relatam assistir a programas de TV. TOLO é a rede mais observada no Afeganistão, com 36,3% dos entrevistados, seguida pela Ariana Television Network (9,6%), Shamshad TV (8,9%) e Lemar (8,2%).

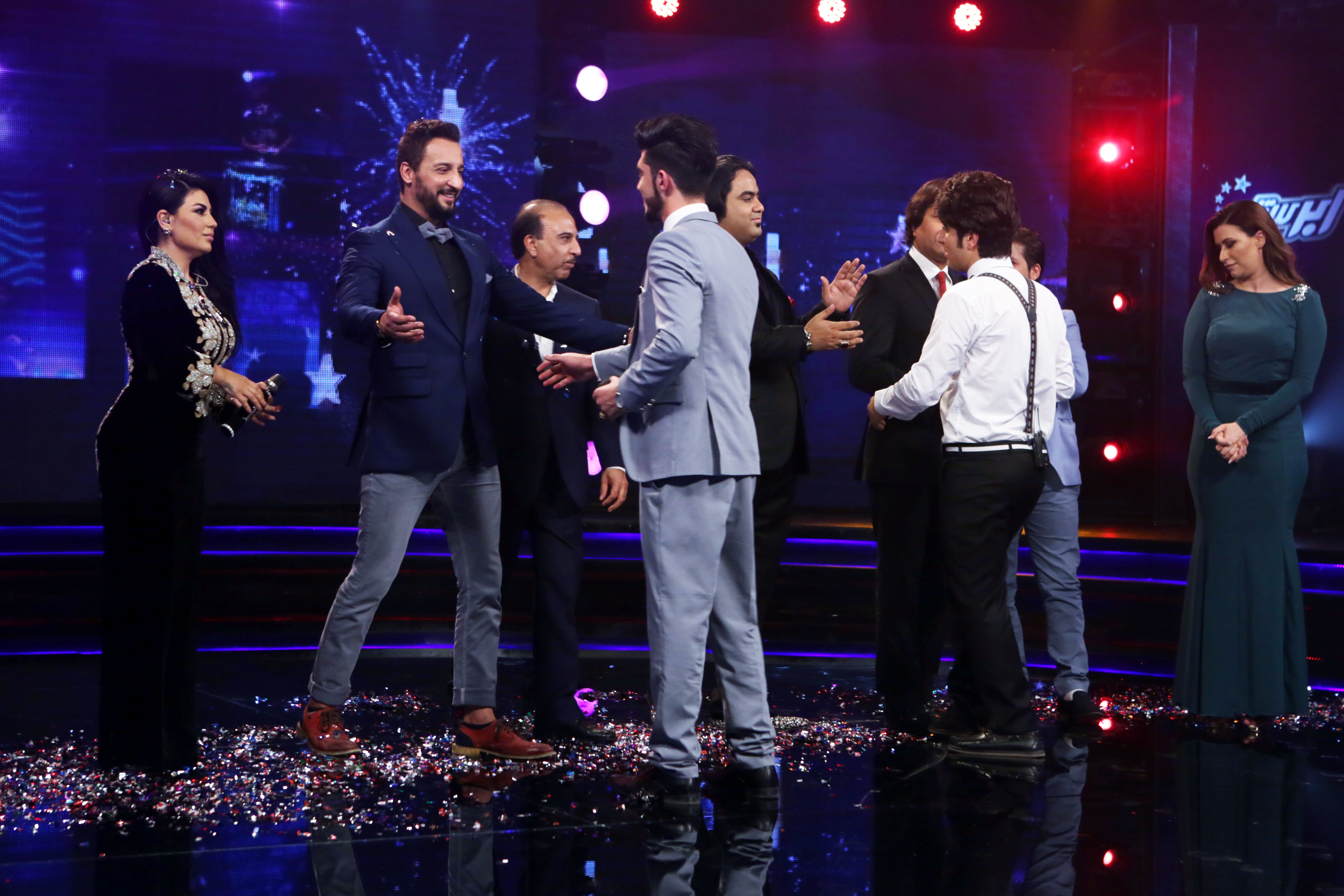
Estrela afegã em TOLO

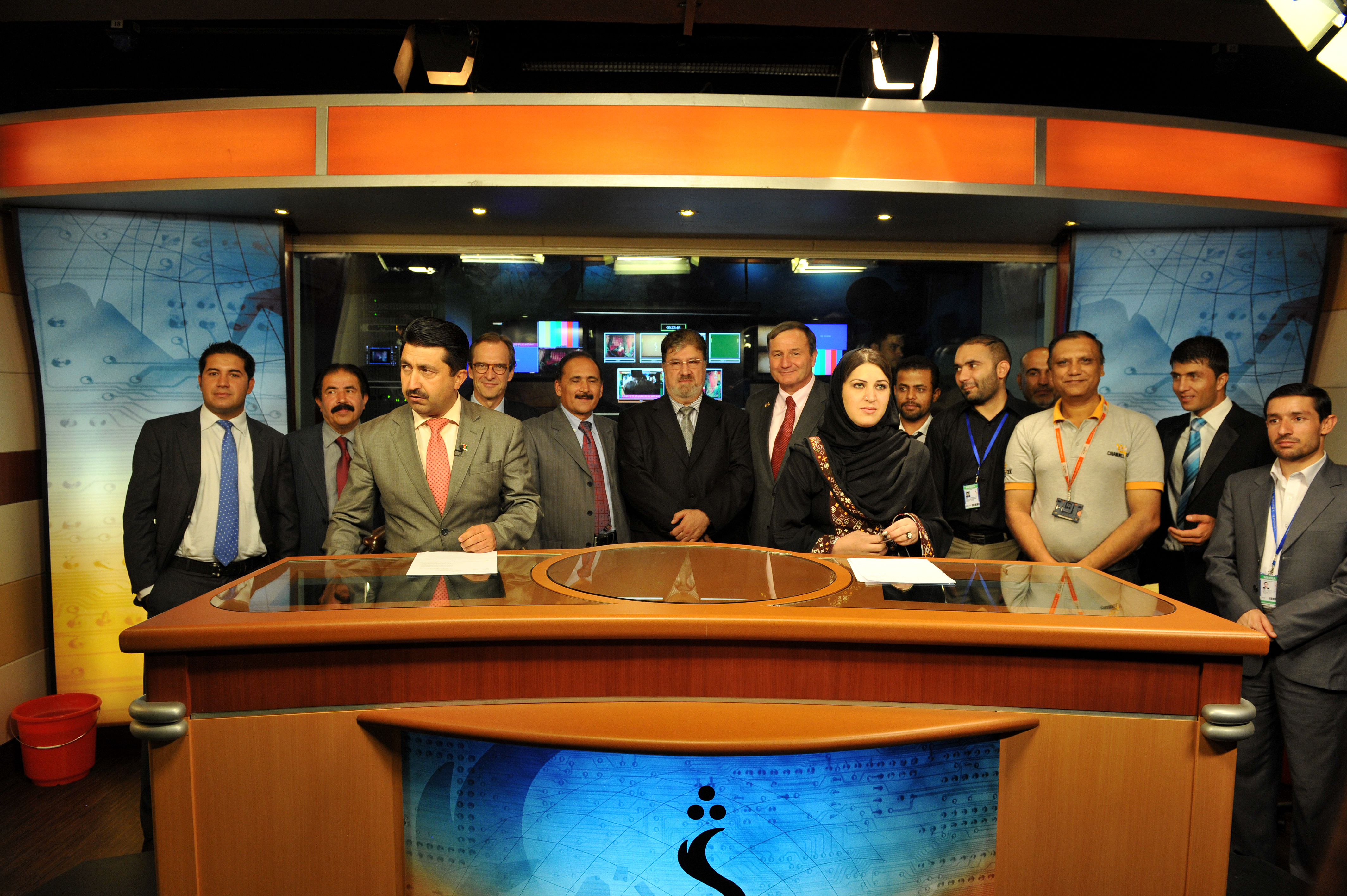
Visita especial de autoridades estrangeiras no estúdio de TV Shamshad (2010)

| Base: assiste à TV com mais frequência | 7.494 respondedores |
| -------------------------------------- | ------------------- |
| TOLO HD                                | 36%                 |
| Ariana Television Network              | 10%                 |
| Ariana News                            | %                   |
| Shamshad TV                            | 9%                  |
| Lemar HD                               | 8%                  |
| Khurshid TV                            | 7%                  |
| Afghanistan National Television (RTA)  | 5%                  |
| 1TV HD                                 | 4%                  |
| TOLOnews HD                            | 3%                  |
| Aina TV                                | 2%                  |
| Tamaddon TV                            | 7%                  |
| Arezo TV                               | 2%                  |
| Zhwandoon TV                           | 7%                  |
| Rah-e-farda TV                         | %                   |
| Hewad TV                               | 7%                  |
| Watan-HD TV                            | %                   |
| ANAAR TV                               | %                   |
| Dunya naw TV                           | %                   |
| Eslah TV (Herat)                       | %                   |
| Faryad TV (Herat)                      | %                   |
| Mashal TV                              | %                   |
| Maihan TV (Herat)                      | %                   |
| Maiwand TV                             | %                   |
| Negaah TV                              | %                   |
| Noor TV                                | %                   |
| Noorin TV                              | %                   |
| Peyam watan TV                         | %                   |
| Taraqi TV HD (Herat)                   | %                   |
| Zendagi TV                             | %                   |
| Asia TV                                | %                   |
| Asr TV (Herat)                         | %                   |
| Afghan TV                              | %                   |
| Afghan Business TV                     | %                   |
| Aftab TV HD                            | %                   |